# Gregory C. Johnson
Gregory Carl Johnson (Seattle, 30 juli 1954) is een Amerikaans voormalig ruimtevaarder. Johnson zijn eerste en enige ruimtevlucht was STS-125 met de spaceshuttle Atlantis en begon op 11 mei 2009. Tijdens de missie werd er gewerkt aan de ruimtetelescoop Hubble om de levensduur hiervan te verlengen.
Johnson maakte deel uit van NASA Astronautengroep 17. Deze groep van 32 ruimtevaarders begon hun training in 1998 en had als bijnaam The Penguins. 